# آنجلا دوگالیچ
آنجلا دوگالیچ (سیریلیک صربی: Ангела Дугалић؛ زادهٔ ۲۹ دسامبر ۲۰۰۱) بازیکن بسکتبال اهل ایالات متحده آمریکا است.
وی در مسابقات کشوری و بین‌المللی در مجموع برندهٔ ۱ مدال طلا شده‌است.